# Stilbosis nubila
Estilbose nubila é uma mariposa da família Cosmopterigidae. Foi descoberta por Ronald W. Hodges em 1964.  É encontrada na América do Norte.